# Деркач, Николай Иванович
Николай Иванович Деркач (укр. Микола Іванович Деркач; род. 25 июня 1949, Краснодарский край) — украинский инженер-экономист, дипломат и государственный деятель.
Депутат Днепропетровского облсовета (2006—2007). Народный депутат Верховной рады Украины VI созыва.

## Биография
Учился в Майкопском училище. Окончил экономический факультет Днепропетровского металлургического института (1970—1975) как инженер-экономист по специальности «Экономика и организация металлургической промышленности».
Кандидат наук, диссертация «Управление конкурентоспособностью интегрированных объединений предприятий в условиях единого европейского пространства» (Национальный авиационный институт, 2004).
С 25 сентября 1995 по 8 августа 1996 года — и.о. председателя Днепропетровской облгосадминистрации. С 8 августа 1996 по 3 сентября 1997 года — председатель Днепропетровской областной государственной администрации.
С 27 декабря 2001 по 19 января 2004 года — Чрезвычайный и Полномочный Посол Украины в Литве.
С 11 января 2004 по 3 февраля 2005 года — министр экономики и по вопросам европейской интеграции Украины в правительстве В. Ф. Януковича, был назначен президентом Украины Л. Д. Кучмой по предложению располагавшей этой должностью в своей квоте в коалиционном правительстве парламентской фракции партий Промышленников и предпринимателей Украины и «Трудовая Украина». Интересно, что Н. И. Деркач получал предложение возглавить Министерство финансов Украины в 1990-х годах, когда украинское правительство возглавлял Л. Д. Кучма.
Член Совета национальной безопасности и обороны Украины (2004—2005).
Член партии «Трудовая Украина» с весны 2004 года. Член Народной партии Украины с февраля 2005 года.
На украинских парламентских выборах 2006 года кандидат в народные депутаты Украины от Народного блока Литвина (№ 62 в списке).
На украинских парламентских выборах 2012 года выдвинулся кандидатом в народные депутаты Украины от Народной партии Украины по одному из одномандатных мажоритарных округов г. Днепропетровска, проиграл заняв 5-е место с 2 595 голосов (3.27 %).

## Награды
- Награждён орденами Дружбы народов (1986), «За заслуги» III степени (декабрь 1996), «За заслуги» II степени (декабрь 2000), князя Ярослава Мудрого V степени (25 июня 2004)[11], «За заслуги» I степени (20 августа 2010)[12].
- Заслуженный экономист Украины (сентябрь 1993).
- Почётный гражданин Днепропетровска (2001)[13].

## Личная жизнь
Женат, дочь Елена (род. 1984).